# Joeri Bueken
Joeri Bueken, né le 1er mars 1991 à Tirlemont, est un coureur cycliste belge.

## Biographie
Joeri Bueken est né le 1er mars 1991 à Tirlemont en Belgique.
En juin 2013, alors qu'il fait encore partie de l'effectif de Crelan-Euphony (l'équipe disparaît à la fin de la saison 2013), il doit recevoir un traitement médical de trois mois à l'hôpital universitaire de Louvain, où des substances interdites dans la pratique du cyclisme lui sont injectées, mais bien qu'il ait communiqué toutes les informations nécessaires, il est suspendu en septembre « pour ne pas avoir remis sa licence à temps, en juin, à la Fédération ». Il s'agit d'une erreur administrative.
Alors qu'il entre dans l'équipe T.Palm-Pôle Continental Wallon en 2014, on apprend au début du mois de mai qu'il a été suspendu durant un an par la Fédération belge de cyclisme. Il quitte peu de temps après l'équipe.

## Palmarès
Néant.